# Кантальопс
Кантальопс (кат. Cantallops) - муніципалітет, розташований в Автономній області Каталонія, в Іспанії. Знаходиться у районі (кумарці) Ал Ампурда провінції Жирона, згідно з новою адміністративною реформою перебуватиме у складі баґарії Жирона.

## Населення
Населення міста (у 2007 р.) становить 295 осіб (з них менше 14 років - 9,2%, від 15 до 64 - 64,7%, понад 65 років - 26,1%). У 2006 р. народжуваність склала 1 особа, смертність - 7 осіб, зареєстровано 1 шлюб. У 2001 р. активне населення становило 116 осіб, з них безробітних - 6 осіб.

Серед осіб, які проживали на території міста у 2001 р., 211 народилися в Каталонії (з них 173 особи у тому самому районі, або кумарці), 27 осіб приїхало з інших областей Іспанії, а 20 осіб приїхало з-за кордону. 

Університетську освіту має 5,3% усього населення. 

У 2001 р. нараховувалося 103 домогосподарства (з них 30,1% складалися з однієї особи, 24,3% з двох осіб,26,2% з 3 осіб, 8,7% з 4 осіб, 7,8% з 5 осіб, 1% з 6 осіб, 1,9% з 7 осіб, 0% з 8 осіб і 0% з 9 і більше осіб).

Активне населення міста у 2001 р. працювало у таких сферах діяльності : у сільському господарстві - 12,7%, у промисловості - 9,1%, на будівництві - 17,3% і у сфері обслуговування - 60,9%. 

 У муніципалітеті або у власному районі (кумарці) працює 63 особи, поза районом - 64 особи.

### Безробіття
У 2007 р. нараховувалося 3 безробітних (у 2006 р. - 4 безробітних), з них чоловіки становили 33,3%, а жінки - 66,7%.

## Економіка

### Підприємства міста

#### Промислові підприємства
| \| Промислові підприємства міста, за сферою діяльності \| Промислові підприємства міста, за сферою діяльності \| Промислові підприємства міста, за сферою діяльності \| \| Рік \| 2002 р. \| 2001 р. \| \| --------------------------------------------------- \| --------------------------------------------------- \| --------------------------------------------------- \| \| Енергетичні та водні ресурси \| 0% \| 0% \| \| Хімія та метали \| 0% \| 0% \| \| Переробка металів \| 0% \| 0% \| \| Продукти харчування \| 75% \| 75% \| \| Текстиль \| 0% \| 0% \| \| Виробництво меблів, видання \| 25% \| 25% \| \| Інше \| 0% \| 0% \| \| Усього підприємств \| 4 \| 4 \| |         |         |
| Промислові підприємства міста, за сферою діяльності |         |         |
| Рік | 2002 р. | 2001 р. |
| Енергетичні та водні ресурси | 0%      | 0%      |
| Хімія та метали | 0%      | 0%      |
| Переробка металів | 0%      | 0%      |
| Продукти харчування | 75%     | 75%     |
| Текстиль | 0%      | 0%      |
| Виробництво меблів, видання | 25%     | 25%     |
| Інше | 0%      | 0%      |
| Усього підприємств | 4       | 4       |

#### Роздрібна торгівля
| \| Підприємства роздрібної торгівлі міста, за сферою діяльності \| Підприємства роздрібної торгівлі міста, за сферою діяльності \| Підприємства роздрібної торгівлі міста, за сферою діяльності \| \| Рік \| 2002 р. \| 2001 р. \| \| ------------------------------------------------------------ \| ------------------------------------------------------------ \| ------------------------------------------------------------ \| \| Продукти харчування \| 75% \| 60% \| \| Одяг та взуття \| 25% \| 20% \| \| Товари для дому \| 0% \| 0% \| \| Книги та періодичні видання \| 0% \| 0% \| \| Промислова хімічна продукція \| 0% \| 0% \| \| Продукція, пов'язана з транспортними засобами \| 0% \| 0% \| \| Інше \| 0% \| 20% \| \| Усього підприємств \| 4 \| 5 \| |         |         |
| Підприємства роздрібної торгівлі міста, за сферою діяльності |         |         |
| Рік | 2002 р. | 2001 р. |
| Продукти харчування | 75%     | 60%     |
| Одяг та взуття | 25%     | 20%     |
| Товари для дому | 0%      | 0%      |
| Книги та періодичні видання | 0%      | 0%      |
| Промислова хімічна продукція | 0%      | 0%      |
| Продукція, пов'язана з транспортними засобами | 0%      | 0%      |
| Інше | 0%      | 20%     |
| Усього підприємств | 4       | 5       |

#### Сфера послуг
| \| Підприємства міста, що працюють у сфері послуг, за діяльністю \| Підприємства міста, що працюють у сфері послуг, за діяльністю \| Підприємства міста, що працюють у сфері послуг, за діяльністю \| \| Рік \| 2002 р. \| 2001 р. \| \| ------------------------------------------------------------- \| ------------------------------------------------------------- \| ------------------------------------------------------------- \| \| Гуртова торгівля \| 0% \| 0% \| \| Готелі та готельний бізнес \| 36,4% \| 45,5% \| \| Транспорт та зв'язок \| 9,1% \| 9,1% \| \| Посередницькі фінансові послуги \| 9,1% \| 9,1% \| \| Послуги підприємствам \| 18,2% \| 18,2% \| \| Послуги фізичним особам \| 27,3% \| 18,2% \| \| Нерухомість та ін. \| 0% \| 0% \| \| Усього підприємств \| 11 \| 11 \| |         |         |
| Підприємства міста, що працюють у сфері послуг, за діяльністю |         |         |
| Рік | 2002 р. | 2001 р. |
| Гуртова торгівля | 0%      | 0%      |
| Готелі та готельний бізнес | 36,4%   | 45,5%   |
| Транспорт та зв'язок | 9,1%    | 9,1%    |
| Посередницькі фінансові послуги | 9,1%    | 9,1%    |
| Послуги підприємствам | 18,2%   | 18,2%   |
| Послуги фізичним особам | 27,3%   | 18,2%   |
| Нерухомість та ін. | 0%      | 0%      |
| Усього підприємств | 11      | 11      |

## Житловий фонд
У 2001 р. 1,9% усіх родин (домогосподарств) мали житло метражем до 59 м², 8,7% - від 60 до 89 м², 29,1% - від 90 до 119 м² і
60,2% - понад 120 м².

З усіх будівель у 2001 р. 71,2% було одноповерховими, 27,5% - двоповерховими, 1,4
% - триповерховими, 0% - чотириповерховими, 0% - п'ятиповерховими, 0% - шестиповерховими,
0% - семиповерховими, 0% - з вісьмома та більше поверхами.

## Автопарк
| \| Автомобілі, зареєстровані у місті, за призначенням \| Автомобілі, зареєстровані у місті, за призначенням \| Автомобілі, зареєстровані у місті, за призначенням \| \| Рік \| 2006 р. \| 2005 р. \| \| -------------------------------------------------- \| -------------------------------------------------- \| -------------------------------------------------- \| \| Приватні автомобілі \| 53,1% \| 55,4% \| \| Мотоцикли \| 12,1% \| 10,8% \| \| Вантажівки \| 30,5% \| 31,2% \| \| Трактори \| 0% \| 0% \| \| Автобуси та ін. \| 4,3% \| 2,5% \| \| Усього автомобілів \| 256 шт. \| 240 шт. \| |         |         |
| Автомобілі, зареєстровані у місті, за призначенням |         |         |
| Рік | 2006 р. | 2005 р. |
| Приватні автомобілі | 53,1%   | 55,4%   |
| Мотоцикли | 12,1%   | 10,8%   |
| Вантажівки | 30,5%   | 31,2%   |
| Трактори | 0%      | 0%      |
| Автобуси та ін. | 4,3%    | 2,5%    |
| Усього автомобілів | 256 шт. | 240 шт. |

## Вживання каталанської мови
У 2001 р. каталанську мову у місті розуміли 96,9% усього населення (у 1996 р. - 97%), вміли говорити нею 91,3% (у 1996 р. - 
88,3%), вміли читати 90,2% (у 1996 р. - 83,3%), вміли писати 67,3
% (у 1996 р. - 32,6%). Не розуміли каталанської мови 3,1%.

## Політичні уподобання
У виборах до Парламенту Каталонії у 2006 р. взяло участь 128 осіб (у 2003 р. - 162 особи). Голоси за політичні сили розподілилися таким чином:
| \| Вибори до Парламенту Каталонії \| Вибори до Парламенту Каталонії \| Вибори до Парламенту Каталонії \| \| Рік \| 2006 р. \| 2003 р. \| \| -------------------------------------- \| ------------------------------ \| ------------------------------ \| \| Конвергенція та Єднання (CiU) \| 43,8% \| 46,3% \| \| Соціалістична партія Каталонії (PSC) \| 25% \| 24,7% \| \| Народна партія (PP) \| 3,1% \| 1,9% \| \| Ініціатива за зелену Каталонію (IC) \| 9,4% \| 1,2% \| \| Республіканська лівиця Каталонії (ERC) \| 17,2% \| 25,9% \| \| Громадянська партія (C's) \| 0% \| 0% \| \| Інші \| 1,6% \| 0% \| |         |         |
| Вибори до Парламенту Каталонії |         |         |
| Рік | 2006 р. | 2003 р. |
| Конвергенція та Єднання (CiU) | 43,8%   | 46,3%   |
| Соціалістична партія Каталонії (PSC) | 25%     | 24,7%   |
| Народна партія (PP) | 3,1%    | 1,9%    |
| Ініціатива за зелену Каталонію (IC) | 9,4%    | 1,2%    |
| Республіканська лівиця Каталонії (ERC) | 17,2%   | 25,9%   |
| Громадянська партія (C's) | 0%      | 0%      |
| Інші | 1,6%    | 0%      |

У муніципальних виборах у 2007 р. взяло участь 190 осіб (у 2003 р. - 131 особа). Голоси за політичні сили розподілилися таким чином:
| \| Муніципальні вибори \| Муніципальні вибори \| Муніципальні вибори \| \| Рік \| 2007 р. \| 2003 р. \| \| -------------------------------------- \| ------------------- \| ------------------- \| \| Конвергенція та Єднання (CiU) \| 62,6% \| 100% \| \| Соціалістична партія Каталонії (PSC) \| 0% \| 0% \| \| Народна партія (PP) \| 0% \| 0% \| \| Ініціатива за зелену Каталонію (IC) \| 0% \| 0% \| \| Республіканська лівиця Каталонії (ERC) \| 37,4% \| 0% \| \| Громадянська партія (C's) \| 0% \| 0% \| \| Інші \| 0% \| 0% \| |         |         |
| Муніципальні вибори |         |         |
| Рік | 2007 р. | 2003 р. |
| Конвергенція та Єднання (CiU) | 62,6%   | 100%    |
| Соціалістична партія Каталонії (PSC) | 0%      | 0%      |
| Народна партія (PP) | 0%      | 0%      |
| Ініціатива за зелену Каталонію (IC) | 0%      | 0%      |
| Республіканська лівиця Каталонії (ERC) | 37,4%   | 0%      |
| Громадянська партія (C's) | 0%      | 0%      |
| Інші | 0%      | 0%      |